# 1842
Évszázadok: 18. század – 19. század – 20. század
Évtizedek: 1790-es évek – 1800-as évek – 1810-es évek – 1820-as évek – 1830-as évek – 1840-es évek – 1850-es évek – 1860-as évek – 1870-es évek – 1880-as évek – 1890-es évek
Évek: 1837 – 1838 – 1839 – 1840 –  1841 – 1842 – 1843 – 1844 – 1845 – 1846 – 1847

## Események

### Határozott dátumú események
- május 14. – The Illustrated London News című hetilap első számának megjelenése
- június 21. – Az erdélyi országgyűlésen gróf Kemény József és unokatestvére, gróf Kemény Sámuel felajánlják könyv-, kézirat-és ásványgyűjteményeiket egy Kolozsvárt létesítendő Nemzeti Múzeum céljaira.[1]
- augusztus 9. – A Webster–Ashburton szerződéssel(wd) kijelölik a határt Kanada és az Egyesült Államok között.[2]
- augusztus 24. – A Lánchíd alapkőletétele.[3]
- augusztus 29. – Az ópiumháborút lezáró nankingi béke aláírása,[4] mellyel Kína átadja Angliának Hongkongot és megnyit öt szabadkereskedelmi kikötőt a brit flotta előtt.[5]
- november 27. – Széchenyi István gróf akadémiai beszédében arra a veszélyre figyelmeztet, hogy a magyar nyelv erőszakos terjesztése a kisebbségek között komoly veszélyekkel járhat.[6]

### Határozatlan dátumú események
- Angol-búr háború Fokföldért (1842-43).
- Angliában megalakul a Nemzeti Chartista Szövetség, sztrájkmozgalom az általános választójogokért.
- I. Abdul Rahman, Mohéli királya (szultánja) halálával a legidősebb lánya, Dzsombe Szudi lesz Mohéli királynője (szultánája), akinek a kiskorúsága miatt az anyja, Ravao királyné veszi át a régensséget. (Dzsombe Szudi különböző címeken uralkodik a haláláig, 1878-ig)

## Az év témái

### 1842 a tudományban
- William Robert Grove gáztöltésű telepekkel végez kísérleteket, az akkumulátor előfutára.
- A londoni Királyi Ázsiai Társaságban bemutatják a guttaperchát, a guttaperchafából nyerhető gumit. (Hetven évig ez valamennyi tenger alatti kábel szigetelőanyaga.)
- Doppler-effektus felismerése.
- Narkózis alkalmazása a gyógyászatban.

## Születések
- január 1. – Valentiny János magyar festőművész († 1902)
- január 11. – William James amerikai pszichológus, filozófus († 1910)
- január 20. – Konkoly Thege Miklós, csillagász († 1916)
- február 13. – Török Aurél (Ponori Thewrewk Aurél) orvos († 1912)
- február 20. – Szentgyörgyi István színész, rendező († 1931)
- február 24. – Arrigo Boito, olasz librettista, zeneszerző, író és költő († 1918)
- február 25. – Karl May, német író († 1912)
- március 11. – Eötvös Károly, újságíró, szerkesztő († 1916)
- március 24. – Cserna Géza jogász, költő († 1876)
- március 29. – Entz Géza (biológus, 1842–1919) biológus, zoológus († 1919)
- április 25. – Parádi Kálmán, zoológus, tanár († 1902)
- május 10. – Kherndl Antal mérnök, műegyetemi tanár, az MTA tagja († 1919)
- május 16. – Feketeházy János, hídépítő mérnök († 1927)
- május 18. – Ujfalvy Károly Jenő Közép-Ázsia és Nyugat-Himalája néprajzi kutatója, nyelvész († 1904)
- június 18. – Csitári Kálmán gyógyszerész, újságíró († 1881)
- július 1. – Batthyány Ilona grófnő († 1929)
- augusztus 15. – Csepreghy Ferenc író, költő, a Petőfi Társaság tagja († 1880)
- szeptember 21. – II. Abdul-Hamid, az Oszmán Birodalom 35. szultánja († 1918)
- november 1. – Thék Endre, magyar bútorműves, a magyar nagyüzemi bútorgyártás megteremtője († 1919)
- november 12. – Rákosi Jenő, magyar író, újságíró, az MTA tagja, a Népszínház első igazgatója, a Budapesti Hírlap alapítója († 1929)
- november 12. – John William Strutt (Lord Rayleigh) angol fizikus († 1919)
- december 9. – Pjotr Alekszandrovics Kropotkin orosz herceg, földrajztudós, a darwini evolúciós elmélet híve († 1921)

## Halálozások
- február 4. – Bölöni Farkas Sándor, erdélyi író, műfordító (* 1795)
- március 15. – Kassai József, nyelvtudós (* 1767)
- március 15. – Luigi Cherubini, itáliai születésű zeneszerző (* 1760)
- április 11. – Kőrösi Csoma Sándor, székely Ázsia-kutató, nyelvtudós, könyvtáros (* 1784)
- április 12. – Eördögh István, költő, író (* 1824)
- május 8. – Jules Dumont d’Urville, francia tengerész, felfedező (* 1790)
- június 25. – Jean Charles Léonard de Sismondi, svájci közgazdász és történész (* 1773)
- július 25. – Dominique-Jean Larrey, francia orvos, hadisebész, a sürgősségi sebészet megalapozója
- július 28. – Clemens Brentano, német író és költő, a heidelbergi romantika képviselője (* 1778)
- október 24. – Carabelli György, orvos, fogorvos. katonaorvos (* 1787)
- november 4. – Hanusfalvi Petrich András, császári és királyi magyar altábornagy, katonai térképész, festőművész (* 1765)
- december 6. – Kolossváry Sándor, kanonok, címzetes apát, az MTA tagja (* 1775)
- I. Abdul Rahman mohéli király